# Terremoto di Tuscania del 1971
Il terremoto di Tuscania del 1971 è stato un evento sismico verificatosi nel 1971 a Tuscania e nel Lazio settentrionale.

## Eventi sismici
Il sisma si verificò la sera del 6 febbraio 1971, alle ore 19:09, e fece registrare una magnitudo momento di 5.2 ed un'intensità stimata tra il VIII e il IX grado della scala Mercalli. Ebbe epicentro tra Arlena di Castro e Tuscania, circa 20 km a ovest di Viterbo. Secondo le testimonianze raccolte, il terremoto sarebbe stato preceduto da altri eventi sismici di minore intensità. Una forte replica si verificò alle ore 20:20. Il sisma causò 22 vittime e un centinaio di feriti.
L'origine sismogenetica si ritiene connessa ai movimenti tellurici dell'apparato Vulsinio, similarmente ad altri terremoti verificatisi in passato nello stesso territorio, e dunque l'evento mantiene sostanziali differenze con i terremoti dell'Appennino centrale. Inoltre, a causa della modesta profondità dell'ipocentro, l'area interessata fu limitata al viterbese, sebbene il sisma fu avvertito anche a Roma e nel Lazio meridionale.

Crolli nel centro storico di Tuscania.

La città più colpita fu, appunto, Tuscania dove risultò inagibile il 60% degli edifici. Si verificarono numerosi crolli, in particolar modo nel quartiere medievale edificato in buona parte su lava e tufo. La chiesa di San Pietro e la basilica di Santa Maria Maggiore fecero registrare gravissimi danni, come anche il resto degli edifici monumentali e l'Ospedale Civile. Furono riscontrate lesioni sulle arcate del ponte sul fiume Marta, cosicché la cittadina rimase inizialmente irraggiungibile ai soccorsi provenienti da Roma. Lievi danni si verificarono anche ad Arlena di Castro, Civitavecchia, Tarquinia e Viterbo.
Nei giorni seguenti furono allestite tendopoli per dare rifugio agli oltre 4 000 sfollati. L'8 febbraio l'area terremotata ricevette la visita del presidente della Repubblica, Giuseppe Saragat, e del presidente del Consiglio, Emilio Colombo. In seguito, con la legge n. 1155 del 20 dicembre 1971, furono dispensati dal servizio di leva i giovani di Tuscania e Arlena di Castro che avessero deciso di partecipare alla ricostruzione delle due cittadine.